# Acutandra murrayi
Acutandra murrayi  (лат.) — вид жуков-усачей из подсемейства прионин. Распространён на юге Бразилии — в штатах Мату-Гросу, Рио-де-Жанейро, Сан-Паулу, Санта-Катарина, Минас-Жерайс и Риу-Гранди-ду-Сул.

## Синонимы
По данным сайта BioLib, на май 2016 года в синонимику вида входят:
- Hesperandra scrobriculata Monné & Giesbert, 1995
- Parandra (Archandra) scrobriculata Zikán, 1948
- Parandra (Hesperandra) scrobriculata Arigony, 1978
- Parandra murrayi Lameere, 1912
- Parandra scrobriculata (Zikán, 1948)